# Kamienica przy ulicy 3 Maja 15 w Katowicach
Kamienica przy ulicy 3 Maja 15 w Katowicach – kamienica mieszkalno-handlowa w Katowicach, położona przy ulicy 3 Maja 15, w dzielnicy Śródmieście. Wybudowano ją w 1898 roku w stylu historyzmu z elementami neobaroku według projektu wykonanego w pracowni Ignatza Grünfelda. 

## Historia

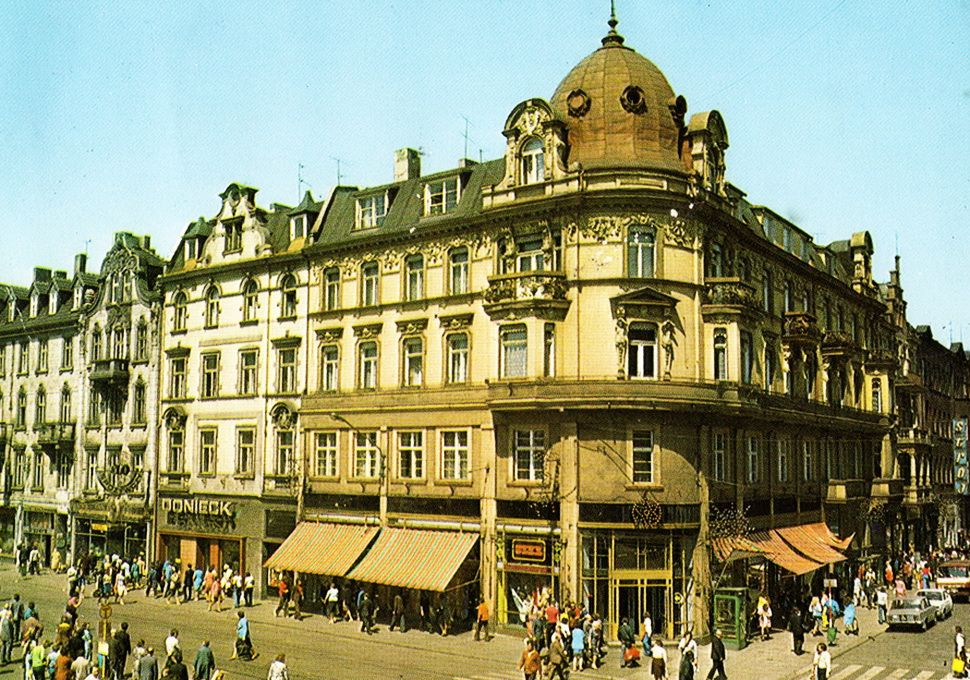
Róg ulic Stawowej i 3 Maja w latach 70. XX wieku z widoczną kamienicą przy ulicy 3 Maja 15

Kamienica została wzniesiona w 1898 roku na podstawie projektu opracowanego w firmie budowlanej Ignatza Grünfelda. Została ona zaprojektowana wraz z kamienicami przy ulicy Stawowej 13 i 11, tworząc razem przemyślane kompozycyjne naroże pierzei. Jednocześnie ta druga kamienica zyskała identycznie rozplanowaną fasadę, różniącą się od budynku przy ulicy 3 Maja 15 jedynie detalem architektonicznym. Ta sama pracownia zaprojektowała także sąsiednią, zabytkową kamienicę pod nr. 17.
Pierwszymi właścicielami kamienicy pod nr. 15 byli kolejno: Grünfeld, E. Fusch i G. Lippmann.
Właścicielem kamienicy w 1935 roku był Tomasz Kowalczyk, a zamieszkiwały ją osoby różnej profesji. Budynek w tym czasie był siedzibą m.in.: składu bławatów i dywanów „Merkur”, perfumerii Z. Kennera, biura adwokatów I. Grabskiego i J. Mozdanowskiego, sprzedającej maszyny do pisania spółki akcyjnej „Block-Brun” oraz filii Kuriera Warszawskiego.
Pod koniec lipca 2023 roku przy ulicy 3 Maja 15 w systemie REGON zarejestrowane były 2 aktywne przedsiębiorstwa. W tym czasie funkcjonował także sklep sieci Żabka.

## Charakterystyka
Kamienica mieszkalno-handlowa położona jest przy ulicy 3 Maja 15 w Katowicach, na obszarze dzielnicy Śródmieście, w pierzei zwartej zabudowy ulicy.
Jest to budynek murowany z cegły, wzniesiony na planie zbliżonym do litery „L”, zwieńczony dachem mansardowym z facjatą na osi oraz dwoma lukarnami. Powierzchnia zabudowy budynku wynosi 248 m². Liczy 5 kondygnacji nadziemnych i 1 podziemną.
Kamienica architektonicznie nosi cechy stylu historyzmu z elementami neobaroku. Fasada kamienicy jest czteroosiowa i symetryczna, z wtórnie przebudowanym parterem i z elewacją oblicowaną cegłą na wyższych kondygnacjach. Dwie środkowe osie zostały lekko zryzalitowane od drugiej kondygnacji włącznie. Cała fasada zwieńczona jest gzymsem kostkowym.
Prostokątne otwory okienne, wbudowane na drugiej i trzeciej kondygnacji, są objęte w tynkowanych opaskach, z czego okna drugiej kondygnacji na skrajnych osiach są zakończone półkolistymi naczółkami z dekoracją roślinną, a pod nimi umieszczono płyciny wypełnione pseudobalustradami tralkowymi. Okna trzeciej kondygnacji zwieńczone są gzymsami, a czwartej kondygnacji są zakończone półkoliście i objęte są w profilowane opaski z kluczami. Stolarka okienna jest trzykwaterowa ze ślemieniem.
Sień kamienicy ozdobiona jest sklepieniem krzyżowym na gurtach wspartych na lizenach. Schody na klatce schodowej są drewniane, dwubiegowe, z metalową, ozdobną balustradą. Okna na klatce są oryginalne i dziewięciopolowe.
Oficyna kamienicy boczna, znajdująca się po lewej stronie działki, pochodzi z czasów budowy budynku.
Kamienica wpisana jest do gminnej ewidencji zabytków miasta Katowice.